# Robert Young (regista)
Robert William Young (Cheltenham, 16 marzo 1933) è un regista, sceneggiatore e produttore cinematografico inglese, particolarmente attivo in b-movie e serie televisive inglesi.

## Biografia
La carriera di Robert Young ha inizio nei primi anni settanta. Non tutte le fonti però attribuiscono al regista, al tempo agli esordi, titoli come And So Ends (1972), Perché si faccia giusto (1976), o Il mondo di una cover girl (1979), per via del rinomato cast (Jack Palance, Anthony Franciosa, Carroll Baker, e Diana Dors), associandoli all'omonimo attore Robert Young.
Il primo film unanimemente accreditato al regista è quindi Vampyre Circus del 1972, uscito in Italia con il titolo di La regina dei vampiri solo nel 1975.
Vanta anche un'apparizione come attore nel film del 1978 di Alan Pakula Arriva un cavaliere libero e selvaggio.

## Filmografia

### Regista

#### Film
- And So Ends (1972)
- La regina dei vampiri (Vampire Circus) (1972)
- Romance with a Double Bass (1974)
- Perché si faccia con gusto (Keep It Up Downstairs) (1976)
- Twenty Times More Likely (1978)
- Il mondo di una cover girl (The World Is Full of Married Men) (1979)
- The Ninja Squad, co-diretto con Godfrey Ho (1986)
- L'ostaggio (Hostage) (1992)[4]
- Duca si nasce! (Splitting Heirs) (1993)
- Creature selvagge (Fierce Creatures), co-diretto con Fred Schepisi (1997)
- Captain Jack (1999)
- Bye Bye Harry! (2006)
- Eichmann (2007)
- Le scimmie assassine (Blood Monkey) (2007)
- Stolen - cortometraggio (2009)
- Wide Blue Yonder (2010)
- The Y Word - video (2010)

#### Televisione
- Soldier's Home - film TV (1977)
- Racconti del brivido (Hammer House of Horror) - serie TV, episodio 1x06 (1980)
- The Mad Death - miniserie TV (1983)[5]
- Minder - serie TV, 4 episodi (1982-1984)
- Fairly Secret Army - serie TV, 6 episodi (1984-1986)
- Zero in magia (The Worst Witch) - film TV (1986)
- Harry's Kingdom - film TV (1987)
- Three Wishes for Jamie - film TV (1987)
- Blaues Blut - serie TV, episodi 1x06-1x07,1x08 (1990)
- White Goods - film TV (1994)
- Big Gun (Doomsday Gun) - film TV (1994)
- Jane Eyre - film TV (1997)